# Napoleonville
Napoleonville is een plaats (village) in de Amerikaanse staat Louisiana, en valt bestuurlijk gezien onder Assumption Parish.

## Demografie
Bij de volkstelling in 2000 werd het aantal inwoners vastgesteld op 686.
In 2006 is het aantal inwoners door het United States Census Bureau geschat op eveneens 686.

## Geografie
Volgens het United States Census Bureau beslaat de plaats een oppervlakte van
0,5 km², geheel bestaande uit land. Napoleonville ligt op ongeveer 3 m boven zeeniveau.

## Plaatsen in de nabije omgeving
De onderstaande figuur toont nabijgelegen plaatsen in een straal van 20 km rond Napoleonville.